# 張敬 (少將)
張敬（1908年—1940年），福建福州人，中華民國軍人，官至少將。他為中日戰爭期間陣亡的中國軍方高級將領之一。

## 生平
張敬為中華民國國民革命軍高級將領，早年毕业于中央陆军炮兵学校。因成绩优异，被保送到日本陆军士官炮兵学校深造。回国后，历任国民革命军第19路军78师炮兵连连长、炮兵营营长；第5战区青年团大队长、司令长官部作战科科长、干部训练团第3大队长；1939年秋转隸33集團軍，是為該軍高級參謀，歸張自忠集團司令麾下；1939年底晋升为少将，并受到张自忠将军的器重。1940年5月16日爆發棗宜會戰，他随张自忠陣亡於湖北南瓜店，安葬于湖北省宜城市的（一说钟祥市）。

## 纪念
1986年6月，张敬被福建省人民政府和中央民政部门先后追认为“抗日革命烈士”，遗照进入文林山公墓抗日烈士馆。
1. ↑  . 福州新闻网.
2. 1 2  古学勤. . 荆门日报. 2021-04-24  [2023-12-06].
3. 1 2  林帆. . 东南快报. 2014-07-09  [2023-12-06].
4. ↑  李思远. . 新华社. 2015-07-25  [2023-12-06].